# Francisco Nievas
Né le 17 février 1987, Francisco Nievas est un karatéka argentin connu pour avoir remporté la médaille d'or en kumite individuel masculin moins de 60 kilos aux Jeux Panaméricains 2007 à Rio de Janeiro, au Brésil.

## Résultats
| Résultat | Date            | Épreuve                   | Catégorie | Compétition             | Ville hôte                |
| -------- | --------------- | ------------------------- | --------- | ----------------------- | ------------------------- |
| [ 2 ]    | 27 juillet 2007 | Kumite individuel - 60 kg | Seniors   | Jeux panaméricains 2007 | Rio de Janeiro, au Brésil |